# 交易詮釋
量子力學的交易詮釋（transactional interpretation of quantum mechanics, TIQM）是一種對於量子力學不尋常的詮釋方式，其將量子交互作用描述為駐波，此駐波是由延遲波（retarded wave，順著時間行進）以及超前波（advanced wave，逆著時間行進）這兩種波所構成。這種詮釋首先由約翰·克拉默於1986年提出。作者主張這樣的詮釋能夠幫助建立量子過程的直觀性，避免哥本哈根詮釋以及觀察者角色所帶來的哲學問題，並解決數個量子悖論。克拉默本人在美國西雅圖華盛頓大學教授量子力學時採用交易詮釋。
麦克斯韦方程組允許延遲波與超前波的存在作為方程組的解是於1945年由理查·費曼與約翰·惠勒提出。他們兩人利用這個觀念來解決電子自身能量的問題。克拉默再度使用此兩種波的想法，用在他對量子理論的交易詮釋上。雖然一般的薛丁格方程式不允許超前解的存在，然而其相對論性的版本卻允許，因此將這樣的超前解用到交易詮釋上。
假設一粒子（比如一光子）由一處源頭發射出，可以跟兩個偵測器中的一者發生作用。根據交易詮釋，粒子源發射出一個尋常的（延遲的）波，順著時間行進，可稱作「出價波」（offer wave），當此波抵達兩個偵測器，每一個回應以一超前波，可稱作「確認波」（confirmation wave），逆著時間行進，回到粒子源。出價波與確認波的相位彼此關聯，透過建設性干涉，在發射與偵測兩事件間的時空區域形成一個具有完整振幅的波；也透過破壞性干涉在其他時空區域抵銷（也就是：在發射時空點「之前」以及吸收時空點「之後」）。出價波與確認波之間的交互作用程度決定了粒子撞擊到其中一個偵測器（而不是另外一個）的機率。在這樣的詮釋中，波函數坍縮不會出現在任何一個特定的時間點，而是「非時間性的」（atemporal），發生於整個交易過程——出價波與確認波發生交互作用所在的時空區域。這些波被視為在物理上是真實存在的，而不僅僅是用以記錄觀察者知識的數學道具——後者觀點則出現在其他一些量子力學詮釋中。
約翰·克拉默主張交易詮釋與阿弗沙爾實驗（Afshar experiment）結果相符，而哥本哈根詮釋與多世界詮釋則沒有如此特性。

### 書目
- Tim Maudlin, Quantum Non-Locality and Relativity, Blackwell Publishers 2002, ISBN 0-631-23220-6 （討論到設計來駁斥交易詮釋的思考實驗）